# Вільні Хутори
Ві́льні Хутори́ (давня назва — Вільнянське) — село Україні, Кам'янському районі Дніпропетровської області. Населення за переписом 2001 року становить 483 осіб. Входить до складу Верхньодніпровської міської громади.

## Географія
Село Вільні Хутори розташоване на Придніпровській височині у північно-західній частині Дніпропетровської області. Біля Вільних Хуторів знаходяться витоки річки Самоткані, нижче за течією примикає село Павло-Григорівка. Річка в цьому місці пересихає. Висота над рівнем моря 100—130 м.
Селом проходить автошлях територіального значення Т 0415.

## Історія
Вільні Хутори вперше згадуються у документах у 1859 році. На той час у селі мешкала 1471 особа (745 чоловіків та 726 жінок), налічувалось 245 дворів.
Станом на 1886 рік — центр Вільно-Хутірської волості Верхньодніпровського повіту Катеринославської губернії, населення становило 2 412 осіб. В селі налічувалось 402 двори, існували православна церква, школа, 3 лавки, відбувалось 2 ярмарки на рік.
За переписом 1897 року кількість мешканців зросла до 3946 осіб (1959 чоловічої статі та 1987 — жіночої), з яких 3910 — православної віри.
Наприкінці 19 століття за 7 км від села побудовано залізничну станцію Катерининської залізниці Вільні Хутори. Це посприяло розвитку села. У 1956 році поблизу станції засноване місто, яке саме від неї отримало назву Вільногірськ.
В часи радянської влади Вільні Хутори з 1923 року були центром Вільнохутірської сільської ради, яка ліквідована рішенням виконавчого комітету Дніпропетровської облради 21 травня 1981 року. З того часу село підпорядковується Боровківській сільській раді.
У Вільних Хуторах розміщувалась центральна садиба колгоспу «Шлях до комунізму». Була середня школа, лікарня на 50 місць.
Під час організованого радянською владою Голодомору 1932—1933 років померло щонайменше 310 жителів села.

## Населення
Згідно з переписом УРСР 1989 року чисельність наявного населення села становила 529 осіб, з яких 210 чоловіків та 319 жінок.
За переписом населення України 2001 року в селі мешкало 465 осіб.

### Мова
Розподіл населення за рідною мовою за даними перепису 2001 року:
| Мова       | Відсоток |
| ---------- | -------- |
| українська | 93,79 %  |
| російська  | 5,59 %   |
| білоруська | 0,62 %   |

## Сучасність
Станом на 2011 рік в селі діє ФАП, бібліотека, клуб.
У Вільних Хуторах розміщений обласний комунальний заклад «Вільнохутірський кістково-туберкульозний санаторій».

## Відомі люди
- Палагута Никанор Трохимович (06.08.1896 - 08.06.1938) - активний учасник Визвольних змагань, начальник штаба отамана Карпенка. В 1921-23 роках в еміграції, потім повернувся в Радянську Україну. Розстріляний органами НКВС[8].
- Крікент Альфред Карлович — лікар місцевої лікарні, організатор порятунку військовополонених в роки Другої світової війни;
- Рудниченко Іван Андрійович — Герой Радянського Союзу
- Малієнко Терентій Сергійович (1910—1941) — льотчик, що здійснив бойовий таран 22 червня 1941

Деякій час в місцевій сільській школі вчителював Дубовик Михайло Тадейович (1900-1941) — український письменник, член літературної організації «Плуг», в 1941 репресований.